# Alive Festival
Alive Festival Está ubicado en Mineral City, Ohio, Alive es un evento anual de música cristiana. Cuenta con muchos músicos cristianos y populares bandas cristianas, así como varios oradores cristianos y líderes de adoración. El festival se inició en 1988 y celebró su vigésimo aniversario el 23 de junio de 2007.
Alive es generalmente celebrada a mediados de verano durante 4 días. Los asistentes pueden pasar la noche en Atwood Lake Park en Mineral City, Ohio. Atwood Lake Park dispone de camping, piscina, un lago de 1500 hectáreas, paseos en bote, conexión eléctrica de empresas, rutas de senderismo, voleibol, baloncesto,
Alive Festival es un miembro de la Asociación Festival Cristiano, Creada en 2006.
De acuerdo con Bill y Kathy Graening, los representantes de Alive Festival Staff incluye, la misión del festival: "la oportunidad de experimentar la gran música y la enseñanza", así como "la oportunidad de ser el reto de buscar un caminar más profundo con Cristo." Su nombre se debe después de la creencia cristiana de que Jesús Cristo ha resucitado y vive.

## Artistas que participaron en Alive Festival
- 33 Miles
- Anberlin
- As I Lay Dying (banda)
- Audio Adrenaline
- Austrian Death Machine
- BarlowGirl
- Beyond The Rage
- Brandon Heath
- Britt Nicole
- Brooke Barrettsmith
- Casting Crowns
- Chris Tomlin
- Copeland
- David Crowder Band
- Day Method
- DC Talk
- Disciple
- Eleventyseven
- Emery
- Esterlyn
- Everyday Sunday
- Fireflight
- Family Force 5
- Flyleaf
- Francesca Battistelli
- Guardian
- Haste the Day
- Hawk Nelson
- High Flight Society
- House of Heroes
- Icon For Hire
- Inhabited
- Inhale Exhale
- Jaci Velasquez
- Jackson Waters
- Jared Anderson
- Jason Bonham
- Jeremy Camp
- John Reuben
- Jonny Diaz
- Josh Wilson
- Joy Whitlock
- Kutless
- Leeland
- Mile 7
- Mixtape Metro
- NeedToBreathe
- Newsboys
- Nitengale
- Norma Jean
- Our Heart's Hero
- Parachute Band
- Paul Baloche
- Petra (banda)
- Phil Wickham
- Praise-apella
- Project 86
- Remedy Drive
- Rebecca St. James
- RED
- Relient K
- Ruth
- Ryan Wilkins
- Salvador (Banda)
- Seabird
- Shane and Shane
- Shine Bright Baby
- Sixpence None the Richer
- Skillet
- Spoken
- Starfield
- Staple
- Sunny With A High (formerly Mixtape Metro)
- Superchick
- Switchfoot
- Tenth Avenue North
- Thalon
- The Afters
- The Classic Crime
- The Devil Wears Prada
- Thousand Foot Krutch
- This Beautiful Republic
- TobyMac
- The Wedding
- Wavorly
- Willet
- Worth Dying For